# André Luiz Rodrigues Lopes
André Luiz Rodrigues Lopes (nacido el 15 de febrero de 1985) es un futbolista brasileño que se desempeña como centrocampista.
Jugó para clubes como el Atlético Mineiro, Juventude, Tokushima Vortis, River Plate, Consadole Sapporo, Perth Glory, AEP Paphos FC y Guarani.

## Trayectoria

### Clubes
| Club                 | País       | Año         |
| -------------------- | ---------- | ----------- |
| Atlético Mineiro     | Brasil     | 2002 - 2003 |
| CENE                 | Brasil     | 2003 - 2007 |
| Juventude            | Brasil     | 2004 - 2005 |
| CENE                 | Brasil     | 2008        |
| Roma                 | Brasil     | 2008        |
| Tokushima Vortis     | Japón      | 2008        |
| River Plate          | Uruguay    | 2009 - 2010 |
| Liaoning Whowin      | China      | 2010        |
| Consadole Sapporo    | Japón      | 2011        |
| Perth Glory          | Australia  | 2011 - 2012 |
| AEP Paphos FC        | Chipre     | 2012        |
| Campinense           | Brasil     | 2013        |
| FC Ordabasy Shymkent | Kazajistán | 2013        |
| Guarani              | Brasil     | 2014        |
| CENE                 | Brasil     | 2014        |
| Phuket FC            | Brasil     | 2014 - 2016 |
| Confiança            | Brasil     | 2016        |